# Historia jednej znajomości (piosenka Czerwonych Gitar)
Historia jednej znajomości – utwór muzyczny, epka zespołu Czerwone Gitary powstały w roku 1966, nagrany 15–16 marca w studiach radiowej Trójki. Muzykę napisał Krzysztof Klenczon, a słowa – Jerzy Kossela.

## Muzyka
Utwór został napisany w tonacji mollowej, przy użyciu trzech akordów. Inspiracją do muzyki i aranżacji utworu była piosenka Baby It’s You zespołu The Beatles z albumu Please Please Me; zgadza się typ instrumentacji, rozłożenie głosów, klimat, tempo, a nawet tematyka. Dodatkowo w piosence w kulminacyjnym momencie występuje wykonane przez Klenczona parlando. Towarzyszy mu gitarowe solo skomponowane przez Krzysztofa Klenczona.

## Słowa
Słowa napisał Jerzy Kossela w hotelu Dom Chłopa do muzyki napisanej kilka miesięcy wcześniej. Jedynymi słowami napisanymi przez Klenczona był zaśpiew sza la la la la la – podobnie jak w Baby It’s You Beatlesów. Akcja tekstu piosenki toczy się w Sopocie, gdzie zespół przebywał latem z serią koncertów, grając głównie w pawilonie tanecznym Non Stop. Historia opowiedziana w utworze to klasyczny wakacyjny romans osób, które poznały się na wakacjach. Podmiot liryczny poznaje kobietę, z którą nawiązuje romans, kończący się wraz z wyjazdem. Autor słów zapewnia, że fraza ...z tyłu pies Głos Wybrzeża w pysku niósł została umieszczona tam tylko dlatego, że pasowała. Dodaje, że było to dziwne, że w piosence pies bierze do pyska gazetę będącą organem lokalnym partii. Jednak Kossela przyznał się, że zdarzenie z psem istotnie miało miejsce dwa lata przed powstaniem piosenki.

## Historia
Piosenka uzyskała natychmiastową popularność i zagościła na stałe w repertuarze Czerwonych Gitar, jak i Krzysztofa Klenczona już po odejściu z Czerwonych Gitar, podczas koncertów w Polsce, podczas gdy Czerwone Gitary zaprzestały wykonywania piosenki po rozstaniu z Klenczonem. Piosenka została wykonana podczas festiwalu w Opolu w roku 1969. Uważana jest za jeden z utworów z tzw. tryptyku o nadmorskiej miłości, w skład którego wchodzą jeszcze Wakacje z blondynką Macieja Kossowskiego i Spacer dziką plażą Stana Borysa.